# 松園直已
松園 直已（まつぞの なおみ、1922年7月15日 - 2011年12月9日）は、日本の実業家。ヤクルト本社代表取締役副会長やヤクルト球団（ヤクルトスワローズ→東京ヤクルトスワローズ）代表取締役オーナー等を務めた。「松園直巳」は誤り。

## 来歴・人物
長崎県南松浦郡三井楽町出身。双子として出生し、弟はヤクルト本社代表取締役・ヤクルトスワローズオーナーを務めた松園尚巳。
教師になるべく勉学に励むが断念。水産業に進む。
後に直已自身もヤクルト本社の経営へ関わるようになり、ヤクルト本社副会長、関連会社である関東ヤクルト製造株式会社（のちの松尚株式会社）会長を務めた。
弟の尚巳は1994年に死去したが、弟がオーナーを務めたスワローズのオーナーを1998年6月から2003年3月にかけて務め、その後は相談役最高顧問を務めた。
また1991年4月には長崎県内の人材育成や地域振興事業助成のため、松園尚巳記念財団を立ち上げ、2011年8月まで理事長を務めた。
2011年12月9日、心不全のため神奈川県鎌倉市の病院で死去。89歳没。